# Hans Eidenbenz
Pour les articles homonymes, voir Eidenbenz.
Hans Eidenbenz, né le 30 janvier 1900 à Bad Ragaz et mort le 29 août 1987, est un spécialiste du combiné nordique, un sauteur à ski et un fondeur suisse.
Après avoir remporté le Championnat de Suisse de ski en 1921, il dispute les premiers Jeux olympiques d'hiver organisés en 1924 à Chamonix ; il est quinzième en combiné nordique, vingt-troisième en saut à ski et vingt-cinquième en ski de fond. Aux Jeux olympiques d'hiver de 1928, il ne concourt qu'à l'épreuve de combiné nordique, terminant à la dix-neuvième place, et prononce le serment olympique au nom de tous les sportifs.